# Penestragania doyosora
Penestragania doyosora är en insektsart som beskrevs av Blocker 1979. Penestragania doyosora ingår i släktet Penestragania och familjen dvärgstritar. Inga underarter finns listade i Catalogue of Life.